# Savner
Savner es una ciudad y  municipio situada en el distrito de Nagpur en el estado de Maharashtra (India). Su población es de 32498 habitantes (2011). Se encuentra a orillas del río Kolar, a 36 km de Nagpur.

## Demografía
Según el censo de 2011 la población de Savner era de 32498 habitantes, de los cuales 16570 eran hombres y 15928 eran mujeres. Savner tiene una tasa media de alfabetización del 89,53%, superior a la media estatal del 82,34%: la alfabetización masculina es del 93,29%, y la alfabetización femenina del 85,65%.